# Anualidad
Una anualidad (término utilizado en algunos países como Colombia o México) o renta (término utilizado en países como Argentina o España) es una sucesión de pagos, depósitos o retiros, generalmente iguales, que se realizan en períodos regulares de tiempo, con interés compuesto. El término anualidad no implica que las rentas tengan que ser anuales, sino que se da a cualquier secuencia de pagos e independiente de que tales pagos sean anuales, semestrales, trimestrales o mensuales siempre que sean a intervalos regulares de tiempo. Es frecuente que se efectúen operaciones mercantiles a través de pagos periódicos, sea a interés simple o compuesto, como en las anualidades.
Cuando las cuotas que se entregan se destinan para formar un capital, reciben el nombre de imposiciones o fondos; y si son entregadas para cancelar una deuda, se llaman amortizaciones.
Las anualidades son familiares en la vida diaria, como: rentas, sueldos, seguro social, pagos a plazos y de hipotecas, primas de seguros de vida, pensiones, aportaciones a fondos de amortización, alquileres, jubilaciones y otros, aunque entre unas y otras existen distintas modalidades y también muchas diferencias.
Sin embargo, el tipo de anualidad al que se hace referencia designa generalmente a la anualidad de inversión, que incluye interés compuesto, ya que en otras clases de anualidad no se involucra el interés.

## Elementos de una anualidad
En una anualidad intervienen los siguientes elementos:
- Valor del pago o cuota o renta: Es el pago, depósito o retiro, que se hace periódicamente.
- Renta anual: Suma de los pagos hechos en un año.
- Plazo: Es la duración de la anualidad. El número de veces que se cobra o se paga la renta.
- Periodo de pago: Es el tiempo que transcurre entre un pago y otro.
- Tasa: Es el tipo de interés que se fija en la operación. Puede ser efectiva o capitalizable una vez en el año; o bien, nominal, si se capitaliza más de una vez en el año.
- Renta perpetua: Es una serie de pagos que dura y permanece para siempre.